# Club Atlético Juventud Unida Universitario
Maillots
Dernière mise à jour : 3 février 2012.
Le Club Atlético Juventud Unida Universitario est un club argentin de football fondé le 8 novembre 1920 et basé à San Luis. 